# Larz Anderson
Larz Anderson III, född 1866 i Paris, död 1937 i White Sulphur Springs, West Virginia, var en amerikansk affärsman och diplomat. Han var USA:s ambassadör i Japan 1912-1913. Hans hus i Washington, D.C., Anderson House, är en historisk sevärdhet. Huset fungerar som bibliotek, museum och huvudkvarter för Cincinnatussällskapet (Society of the Cincinnati). Anderson var medlem av sällskapet och änkan Isabel, en betydande filantrop, donerade huset till sällskapet efter hans död. USA:s äldsta bilmuseum, Larz Anderzon Auto Museum i Brookline, Massachusetts, grundades av Larz och Isabel efter att de hade gift sig. Bilmuseet finns i Larz Anderson Park, ett stort grönområde som Isabel donerade till Brookline efter hans död.
Anderson Memorial Bridge, bron mellan Boston och Cambridge, Massachusetts, kallas ofta Larz Anderson Bridge. Bron har dock egentligen fått sitt namn efter fadern Nicholas Longworth Anderson. Anderson lät bygga bron till faderns minne. Efter Andersons död donerade änkan parets bonsaisamling till Harvards arboretum.
Anderson studerade vid Harvard. Han var sedan verksam som diplomat i London 1891-1894 och de därpå följande tre åren i Rom. Han tjänstgjorde i Spansk-amerikanska kriget. Anderson var USA:s minister i Belgien 1911-1912 innan utnämningen till Japan.
Han är begravd i Washington National Cathedral.